# Arrondissement Laon
Das Arrondissement Laon ist eine Verwaltungseinheit des Départements Aisne in der französischen Region Hauts-de-France. Präfektur ist Laon.
Im Arrondissement liegen sieben Wahlkreise (Kantone) und 240 Gemeinden.

## Wahlkreise
- Kanton Chauny
- Kanton Guignicourt
- Kanton Laon-1
- Kanton Laon-2
- Kanton Marle (mit 42 von 65 Gemeinden)
- Kanton Tergnier
- Kanton Vic-sur-Aisne (mit 26 von 50 Gemeinden)

## Gemeinden
Die Gemeinden des Arrondissements Laon sind:
| 1. Abbécourt (02001)                         | 2. Achery (02002)                          | 3. Agnicourt-et-Séchelles (02004)         | 4. Aguilcourt (02005)               |
| 5. Aizelles (02007)                          | 6. Amifontaine (02013)                     | 7. Amigny-Rouy (02014)                    | 8. Andelain (02016)                 |
| 9. Anguilcourt-le-Sart (02017)               | 10. Anizy-le-Grand (02018)                 | 11. Arrancy (02024)                       | 12. Assis-sur-Serre (02027)         |
| 13. Athies-sous-Laon (02028)                 | 14. Aubigny-en-Laonnois (02033)            | 15. Aulnois-sous-Laon (02037)             | 16. Autremencourt (02039)           |
| 17. Autreville (02041)                       | 18. Barenton-Bugny (02046)                 | 19. Barenton-Cel (02047)                  | 20. Barenton-sur-Serre (02048)      |
| 21. Barisis-aux-Bois (02049)                 | 22. Bassoles-Aulers (02052)                | 23. Beaumont-en-Beine (02056)             | 24. Beaurieux (02058)               |
| 25. Beautor (02059)                          | 26. Berrieux (02072)                       | 27. Berry-au-Bac (02073)                  | 28. Bertaucourt-Epourdon (02074)    |
| 29. Bertricourt (02076)                      | 30. Besmé (02078)                          | 31. Besny-et-Loizy (02080)                | 32. Béthancourt-en-Vaux (02081)     |
| 33. Bichancourt (02086)                      | 34. Bièvres (02088)                        | 35. Blérancourt (02093)                   | 36. Bois-lès-Pargny (02096)         |
| 37. Boncourt (02097)                         | 38. Bosmont-sur-Serre (02101)              | 39. Bouconville-Vauclair (02102)          | 40. Bouffignereux (02104)           |
| 41. Bourg-et-Comin (02106)                   | 42. Bourguignon-sous-Coucy (02107)         | 43. Bourguignon-sous-Montbavin (02108)    | 44. Brancourt-en-Laonnois (02111)   |
| 45. Braye-en-Laonnois (02115)                | 46. Brie (02122)                           | 47. Bruyères-et-Montbérault (02128)       | 48. Bucy-lès-Cerny (02132)          |
| 49. Bucy-lès-Pierrepont (02133)              | 50. Caillouël-Crépigny (02139)             | 51. Camelin (02140)                       | 52. Caumont (02145)                 |
| 53. Cerny-en-Laonnois (02150)                | 54. Cerny-lès-Bucy (02151)                 | 55. Cessières-Suzy (02153)                | 56. Chaillevois (02155)             |
| 57. Chalandry (02156)                        | 58. Chambry (02157)                        | 59. Chamouille (02158)                    | 60. Champs (02159)                  |
| 61. Charmes (02165)                          | 62. Châtillon-lès-Sons (02169)             | 63. Chaudardes (02171)                    | 64. Chauny (02173)                  |
| 65. Chérêt (02177)                           | 66. Chermizy-Ailles (02178)                | 67. Chéry-lès-Pouilly (02180)             | 68. Chevregny (02183)               |
| 69. Chivres-en-Laonnois (02189)              | 70. Chivy-lès-Étouvelles (02191)           | 71. Cilly (02194)                         | 72. Clacy-et-Thierret (02196)       |
| 73. Colligis-Crandelain (02205)              | 74. Commenchon (02207)                     | 75. Concevreux (02208)                    | 76. Condé-sur-Suippe (02211)        |
| 77. Condren (02212)                          | 78. Corbeny (02215)                        | 79. Coucy-le-Château-Auffrique (02217)    | 80. Coucy-lès-Eppes (02218)         |
| 81. Coucy-la-Ville (02219)                   | 82. Courbes (02222)                        | 83. Courtrizy-et-Fussigny (02229)         | 84. Couvron-et-Aumencourt (02231)   |
| 85. Craonne (02234)                          | 86. Craonnelle (02235)                     | 87. Crécy-au-Mont (02236)                 | 88. Crécy-sur-Serre (02237)         |
| 89. Crépy (02238)                            | 90. Cuirieux (02248)                       | 91. Cuiry-lès-Chaudardes (02250)          | 92. Cuissy-et-Geny (02252)          |
| 93. Danizy (02260)                           | 94. Dercy (02261)                          | 95. Deuillet (02262)                      | 96. Ébouleau (02274)                |
| 97. Eppes (02282)                            | 98. Erlon (02283)                          | 99. Étouvelles (02294)                    | 100. Évergnicourt (02299)           |
| 101. La Fère (02304)                         | 102. Festieux (02309)                      | 103. Folembray (02318)                    | 104. Fourdrain (02329)              |
| 105. Fresnes-sous-Coucy (02333)              | 106. Fressancourt (02335)                  | 107. Frières-Faillouël (02336)            | 108. Froidmont-Cohartille (02338)   |
| 109. Gizy (02346)                            | 110. Goudelancourt-lès-Berrieux (02349)    | 111. Goudelancourt-lès-Pierrepont (02350) | 112. Grandlup-et-Fay (02353)        |
| 113. Guivry (02362)                          | 114. Guny (02363)                          | 115. Guyencourt (02364)                   | 116. Jumencourt (02395)             |
| 117. Jumigny (02396)                         | 118. Juvincourt-et-Damary (02399)          | 119. Landricourt (02406)                  | 120. Laniscourt (02407)             |
| 121. Laon (02408)                            | 122. Lappion (02409)                       | 123. Laval-en-Laonnois (02413)            | 124. Leuilly-sous-Coucy (02423)     |
| 125. Lierval (02429)                         | 126. Liesse-Notre-Dame (02430)             | 127. Liez (02431)                         | 128. Lor (02440)                    |
| 129. Mâchecourt (02448)                      | 130. Maizy (02453)                         | 131. La Malmaison (02454)                 | 132. Manicamp (02456)               |
| 133. Marchais (02457)                        | 134. Marcy-sous-Marle (02460)              | 135. Marest-Dampcourt (02461)             | 136. Marle (02468)                  |
| 137. Martigny-Courpierre (02471)             | 138. Mauregny-en-Haye (02472)              | 139. Mayot (02473)                        | 140. Mennessis (02474)              |
| 141. Merlieux-et-Fouquerolles (02478)        | 142. Mesbrecourt-Richecourt (02480)        | 143. Meurival (02482)                     | 144. Missy-lès-Pierrepont (02486)   |
| 145. Molinchart (02489)                      | 146. Monceau-lès-Leups (02492)             | 147. Monceau-le-Waast (02493)             | 148. Mons-en-Laonnois (02497)       |
| 149. Montaigu (02498)                        | 150. Montbavin (02499)                     | 151. Montchâlons (02501)                  | 152. Monthenault (02508)            |
| 153. Montigny-le-Franc (02513)               | 154. Montigny-sous-Marle (02516)           | 155. Montigny-sur-Crécy (02517)           | 156. Mortiers (02529)               |
| 157. Moulins (02530)                         | 158. Moussy-Verneuil (02531)               | 159. Muscourt (02534)                     | 160. Neufchâtel-sur-Aisne (02541)   |
| 161. Neuflieux (02542)                       | 162. La Neuville-Bosmont (02545)           | 163. La Neuville-en-Beine (02546)         | 164. Neuville-sur-Ailette (02550)   |
| 165. Nizy-le-Comte (02553)                   | 177. Nouvion-et-Catillon (02559)           | 167. Nouvion-le-Comte (02560)             | 168. Nouvion-le-Vineux (02561)      |
| 169. Œuilly (02565)                          | 170. Ognes (02566)                         | 171. Orainville (02572)                   | 172. Orgeval (02573)                |
| 173. Oulches-la-Vallée-Foulon (02578)        | 174. Paissy (02582)                        | 175. Pancy-Courtecon (02583)              | 176. Parfondru (02587)              |
| 177. Pargnan (02588)                         | 178. Pargny-les-Bois (02591)               | 179. Pierremande (02599)                  | 180. Pierrepont (02600)             |
| 181. Pignicourt (02601)                      | 182. Pinon (02602)                         | 183. Ployart-et-Vaurseine (02609)         | 184. Pontavert (02613)              |
| 185. Pont-Saint-Mard (02616)                 | 186. Pouilly-sur-Serre (02617)             | 187. Prémontré (02619)                    | 188. Presles-et-Thierny (02621)     |
| 189. Prouvais (02626)                        | 190. Proviseux-et-Plesnoy (02627)          | 191. Quierzy (02631)                      | 192. Quincy-Basse (02632)           |
| 193. Remies (02638)                          | 194. Rogécourt (02651)                     | 195. Roucy (02656)                        | 196. Royaucourt-et-Chailvet (02661) |
| 197. Saint-Aubin (02671)                     | 198. Saint-Erme-Outre-et-Ramecourt (02676) | 199. Saint-Gobain (02680)                 | 200. Saint-Nicolas-aux-Bois (02685) |
| 201. Saint-Paul-aux-Bois (02686)             | 202. Saint-Pierremont (02689)              | 203. Saint-Thomas (02696)                 | 204. Sainte-Croix (02675)           |
| 205. Sainte-Preuve (02690)                   | 206. Samoussy (02697)                      | 207. Selens (02704)                       | 208. La Selve (02705)               |
| 209. Septvaux (02707)                        | 210. Servais (02716)                       | 211. Sinceny (02719)                      | 212. Sissonne (02720)               |
| 213. Sons-et-Ronchères (02727)               | 214. Tavaux-et-Pontséricourt (02737)       | 215. Tergnier (02738)                     | 216. Thiernu (02742)                |
| 217. Toulis-et-Attencourt (02745)            | 218. Travecy (02746)                       | 219. Trosly-Loire (02750)                 | 220. Trucy (02751)                  |
| 221. Ugny-le-Gay (02754)                     | 222. Urcel (02755)                         | 223. Variscourt (02761)                   | 224. Vassogne (02764)               |
| 225. Vaucelles-et-Beffecourt (02765)         | 226. Vauxaillon (02768)                    | 227. Vendresse-Beaulne (02778)            | 228. Verneuil-sous-Coucy (02786)    |
| 229. Verneuil-sur-Serre (02787)              | 230. Versigny (02788)                      | 231. Vesles-et-Caumont (02790)            | 232. Veslud (02791)                 |
| 233. La Ville-aux-Bois-lès-Pontavert (02803) | 234. Villeneuve-sur-Aisne (02360)          | 235. Villequier-Aumont (02807)            | 236. Viry-Noureuil (02820)          |
| 237. Vivaise (02821)                         | 238. Vorges (02824)                        | 239. Voyenne (02827)                      | 240. Wissignicourt (02834)          |

## Neuordnung der Arrondissements 2017

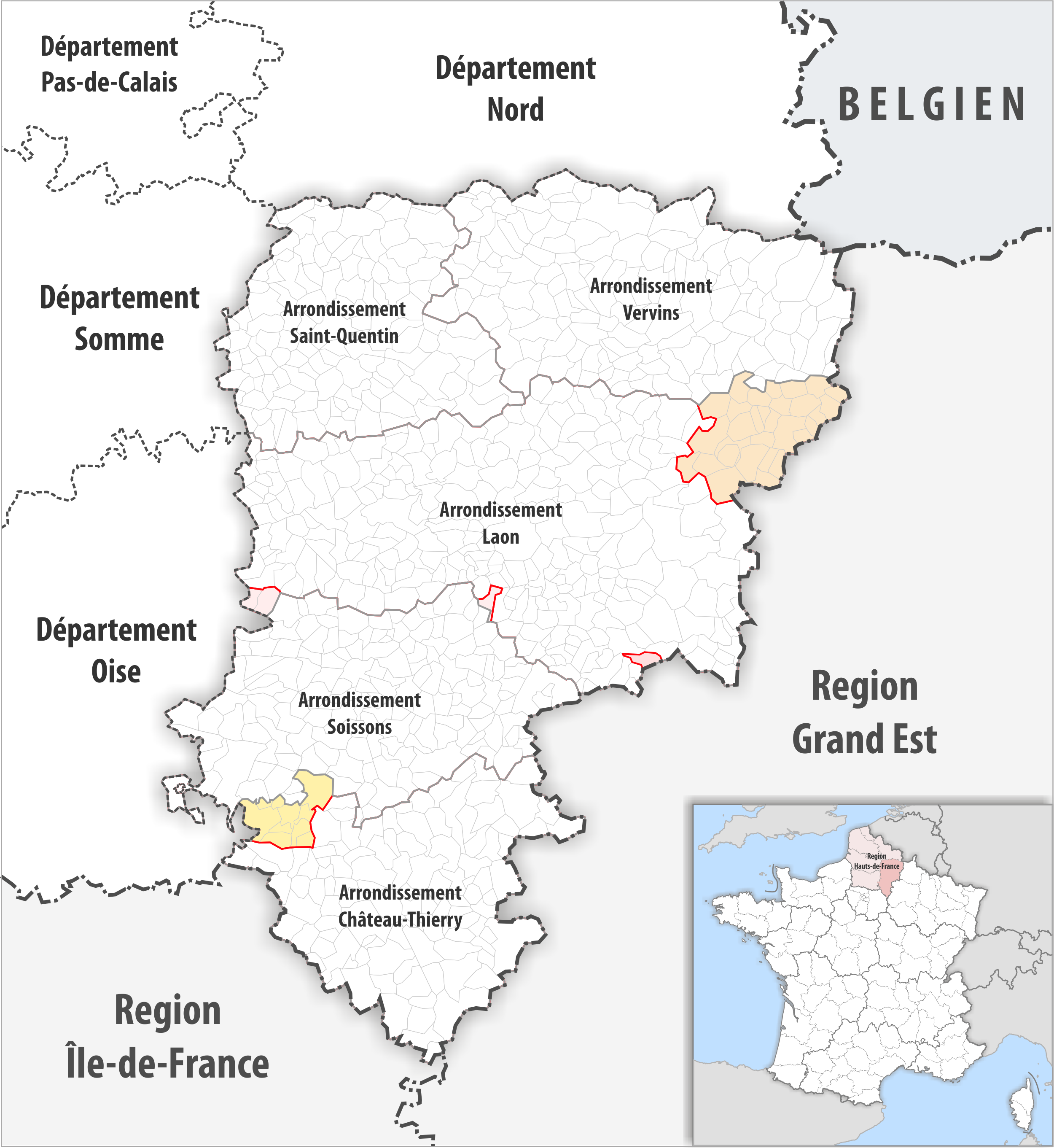
Arrondissementsanpassungen im Jahr 2017

Durch die Neuordnung der Arrondissements im Jahr 2017 wurde vom Arrondissement Laon die Fläche der 30 Gemeinden Archon, Les Autels, Berlise, Brunehamel, Chaourse, Chéry-lès-Rozoy, Clermont-les-Fermes, Cuiry-lès-Iviers, Dagny-Lambercy, Dizy-le-Gros, Dohis, Dolignon, Grandrieux, Lislet, Montcornet, Montloué, Morgny-en-Thiérache, Noircourt, Parfondeval, Raillimont, Renneval, Résigny, Rouvroy-sur-Serre, Rozoy-sur-Serre, Sainte-Geneviève, Soize, Le Thuel, Vigneux-Hocquet, La Ville-aux-Bois-lès-Dizy und Vincy-Reuil-et-Magny dem Arrondissement Vervins und die Fläche der drei Gemeinden Audignicourt, Monampteuil und Vassens dem Arrondissement Soissons zugewiesen.

## Ehemalige Gemeinden seit der landesweiten Neuordnung der Kantone
bis 2018:
Anizy-le-Château, Faucoucourt, Lizy, Cessières, Suzy, Guignicourt und Menneville
bis 2016:
Gernicourt